# Hop (langage)
Pour les articles homonymes, voir Hop.
Ne doit pas être confondu avec Hope (en), un langage de programmation

Hop est un outil pour la programmation web 2.0.
Hop désigne à la fois un langage de programmation, dérivé de Scheme, qui permet de développer simultanément les parties client et serveur d'une page, et le web broker (c'est-à-dire un serveur qui peut agir indifféremment comme un serveur web classique ou comme un proxy) qui lui sert de plate-forme d'exécution.